# Reza Amirkhani
Reza Amirkhani (perz.: رضا امیرخانی; Teheran, 16. svibnja 1973.), iranski je književnik.
Počeo je pisati u srednjoj školi s romanom "Ermija". Studirao je strojarstvo na Tehnološkom sveučilištu Sharif i diplomirao je na Nacionalnoj organizaciji za razvoj izuzetnih talenata. Također piše eseje i istraživanja o znanstvenim i društvenim problemima.
Dobitnik je brojnih nagrada i djela su mu prevedena na više jezika. Roman Njen ja, objavljen 1999. godine, njegovo je najpoznatije djelo i do sada je doživjelo pedeset izdanja u Iranu.

## Djela
- Ermia (1996)
- Man-e-oo (Njen ja) (1999)
- Naser Armani (Ermenski Nasser- 11 priča) (2000)
- Az Be (Od do) (2002)
- Dastan-e-Sistan (desetak dana putovanja s vrhovnim vođom Irana) (2003)
- Nasht-e-Nesha (članak o iranskom odljevu mozgova) (2005)
- Bi Vatan (Beskućnik) (2008)
- Sar-Lohe-Ha (Njegove bilješke na web stranici Louh) (2010)
- Nafahat -e- naft (esej o upravljanju naftom) (2010)
- Jaanestaan-e-Kaabulistan (Afganistanski itinerar nakon izbora u Iranu 2009.) (2010)
- Gheydar (Kedar) (2012)
- Rahesh (Esej o upravljanju i razvoju urbane neravnoteže) (2018)
- Nim-Dang Pyongyang (Pyongyang putna literatura) (2020)

## Vanjske povezice
- Author's website
- Award for Twenty Years of Holy Writing Written by the Ministry of Guidance in Year 79. 3. ožujka 2009. Inačica izvorne stranice arhivirana 3. ožujka 2009. Pristupljeno 6. siječnja 2019.
- Home-less-ness: a novel by Reza Amirkhani  Arhivirana inačica izvorne stranice od 15. ožujka 2016. (Wayback Machine)